# Donje Nedeljice
Donje Nedeljice (Servisch cyrillisch Доње Недељице) is een plaats in de Servische gemeente Loznica. De plaats telt 566 inwoners (2002).